# Міжнародна мережа митних університетів
Міжнародна мережа митних університетів (англ. International Network of Customs Universities)  —  є міжнародною неприбутковою організацією, що налічує понад 200 членів і філій, яка має на меті підвищити академічний профіль митної професії шляхом розробки та просування освітніх програм, надання академічних та прикладних досліджень, а також інтелектуального внеску для прийняття стратегічних рішень.

## Основна інформація

### Цілі Міжнародної мережі митних університетів
- просувати академічний статус митної професії;
- просувати академічні успіхи у митних справах;
- підтримувати дослідження у сфері митної справи;
- організовувати наукові конференції;
- підвищувати обізнаність громадськості щодо професії митника;
- просувати колективні інтереси своїх членів;
- надати Всесвітній митній організації та іншим організаціям єдину точку контакту з університетами та науково-дослідними інститутами, які активно займаються митними дослідженнями, освітою та навчанням;
- надати глобальний ресурс для урядів та приватного сектору, а також освітнє джерело для студентів, які бажають розширити свої знання у галузі митної справи, міжнародної торгівлі та логістики.

### Комітет управління INCU
INCU управляється Керівним комітетом, який контролює та управляє справами INCU та повсякденною діяльністю.
Комітет управління INCU має таку структуру:
Президент - проф. Девід Віддовсон;
Віце-Президент - проф. Ганс-Майкл Вольфганг;
Член комітету - вибірна посада, на яку вибираються до 5 представників інституційних членів та/або індивідуальних членів.
Наразі ці посади обіймають др. Ендрю Грейнджер, проф. Юхао Конг, проф. Веслав Чижович, Самуель Баутіста.

### Наукові журнали, що виходять за участю INCU

#### World Customs Journal[2]
Всесвітній митний журнал (WCJ) видається двічі на рік членами INCU, Університетом Чарльза Стерта, Австралія та Мюнстерським університетом, Німеччина, спільно з INCU.
WCJ включає матеріали як вчених, так і практикуючих митників, і призначений для надання митним фахівцям, науковцям, галузевим дослідникам та студентам-дослідникам можливості ділитися та використовувати дослідження, академічні коментарі та практичні ідеї для розширення знань та розуміння своїх читачів усіх аспектів ролей та обов'язків митниці .

#### Customs Scientific Journal[3]
Митний науковий журнал (CSJ) видається членом INCU, Університетом митної справи та фінансів у Дніпрі,  від імені Регіонального офісу Всесвітньої митної організації (ВМО) з нарощування потенціалу (ROCB) Європейського регіону. Журнал був запущений у 2011 році і виходить двічі на рік англійською та українською мовами.

#### Journal of Customs and Economic Review
Журнал митно-економічного огляду (JCER) видається членом INCU, Академією Державного митного комітету Азербайджану за підтримки Державного митного комітету Азербайджанської Республіки та Бакинського регіонального відділення INCU. Журнал був запущений у 2017 році та виходить двічі на рік англійською мовою. В даний час публікацію JCER призупинено та відкладено до подальшого повідомлення.

## Програма INCU Membership
Умови членства в INCU передбачають:
- Членська база, що складається як з приватних осіб, так і з академічних установ, які займаються питаннями, пов'язаними з митною справою;
- Партнерська база, що складається з академічних та неакадемічних установ; а також
- Вибраний Керуючий комітет, що складається максимум із семи членів комітету, що складаються з індивідуальних членів та представників інституційних членів.

Загалом, членство в INCU доступне для будь-якої фізичної особи або організації, яка активно цікавиться митною діяльністю; однак різні категорії членства мають різні критерії доступу до інформації, щорічних внесків та пільг, які наведені нижче.

### Афілійована академічна установи (англ. Affilitate Academic Institution)
1. Використання офіційного логотипу філії/члена INCU на вашому веб-сайті або соціальних мережах, щоб показати вашу приналежність/членство в INCU;
2. Використання абревіатури/пост-номіналу «АІНКУ» на ваших візитних картках, рекламних матеріалах та публікаціях;
3. Розміщення вашого профілю у Довіднику членів на веб-сайті INCU (за бажанням);
4. Отримання новини INCU, оголошення та оновлену інформацію про події в галузі освіти та досліджень у галузі митної справи;
5. Участь у конференціях INCU, семінарах та інших заходах та заходах (безкоштовно або зі знижкою);
6. Будь-які інші пільги, що час від часу визначаються Керівним комітетом INCU.

### Афілійована неакадемічна установа (англ. Affilitate Non-Academic Institution)
Всі переваги категорії афілійованої академічної установи, а також:
7. Отриманя офіційного сертифікат членства INCU;
8. Доступ до ресурсів лише для членів мережі на веб-сайті INCU;
9. Попередній доступ до World Customs Journal та інших публікацій;
10. Участь як спостерігач у зборах членів мережі;
11. Повідомлення та участь у  конференціях, семінарах та інших заходах та заходах тільки для членів (безкоштовно або зі знижкою);
12. Попереднє повідомлення про новини, оголошення та оновлення INCU;
13. Пріоритетний розгляд ваших запитів та запитів.

### Інституційний член Мережі (англ.  Institutional Member)
Всі переваги категорії афілійованої неакадемічної установи, а також:
14. Використання абревіатури/пост-номіналу «MINCU» на  візитних картках організації, рекламних матеріалах та публікаціях;
15. Отримувати всі публічні повідомлення та повідомлення лише для членів;
16. Повідомлення та участь у всіх конференціях, семінарах та інших заходах та заходах тільки для членів (безкоштовно або зі знижкою);
17. Право голосу на зборах членів та щорічних загальних зборах;
18. Право висувати або бути висунутим на виборах як посадова особа або член Керуючого комітету INCU або Консультативної ради;
19. Отримати експертну консультацію або керівництво з питань, пов'язаних з митною освітою, навчанням та дослідженнями (якщо застосовується)

## Список Членів Мережі
| Алжир - University of Oran Аргентина - Universidad Austral - Universidad Catolica de Córdoba - Faculty of Law and Social Sciences, National University of La Plata - Centro de Estudios de Comercio Exterior (CECEX) Албанія - Directorate of General Customs of Albania Бельгія - HEC Management School, University of Liège - European Free Trade Association (EFTA) Бразилія - State University of Campinas - The Italian-Brazilian Cultural Institute Чилі - EIAN School of Business & Management - National Customs Service of Chile Данія - Aarhus School of Business, University of Aarhus Естонія - Financial College, Estonian Academy of Security Sciences Італія - University of Insubria – Center of Customs Law and International Trade - University of Verona - Centre for Study and Services of the Italian Council of Customs Brokers Іспанія - Foundation for the Dissemination of Knowledge and Customs Duty - Universidad de Valencia Латвія - Ризький технічний університет Литва - Customs Training Centre - Mykolas Romeris University - Vyautas Magnus University |  | Україна - Університет митної справи та фінансів - Тернопільский національний економічний Університет - Університет державної фіскальної служби України Німеччина - EuroFH Hamburg / European University of Applied Sciences, Hamburg - European Forum for External Trade, Excise and Customs - FTA Foreign Trade Academy / AWA Aussenwirtschafts-Akademie - German Foreign Trade and Transport Academy (DAV) - Hochschule Harz University of Applied Sciences - Faculty of Public Sciences - Optotransmitter & Enviromental Protection Technologies / Optotransmitter-Umweltschutz-Technologie e.V. (OUT e.V.) - Ostfalia University of Applied Sciences, Brunswick European Law School - University of Applied Sciences in Economics and Management Франція - Centre for Studies and Research on International Development (CERDI) - Office de Developpement par I'Automatisation et la Simplification du Commerce Exterieur (ODASCE) - University of Le Havre США - Університет Сан-Дієго - Університет Джорджії - International Weapons Control Center, DePaul University - Oklahoma State University, Center for International Trade and Development (CITD) - The University of Texas Rio Grande Valley - The Illinois SBDC International Trade Center and the Illinois SBDC NAFTA Opportunity Center, Bradley University - Trusted Trade Institute Ltd |